# Mucuna humblotii
Mucuna humblotii là một loài thực vật có hoa trong họ Đậu. Loài này được Drake miêu tả khoa học đầu tiên.